# バスケットボールイスラエル代表
バスケットボールイスラエル代表（Israel national basketball team）は、イスラエルバスケットボール連盟により国際大会に派遣されるバスケットボールのナショナルチームである。
オリンピック1回・世界選手権2回出場経験がある。
1936年より欧州連盟に加盟しているが、一時オリンピック委員会がアジアオリンピック評議会に所属していた事から、アジア大会に1966年から3大会連続で出場しており、1966年と1974年には金メダル、1970年も銀メダルを獲得している。

## 主な国際大会成績

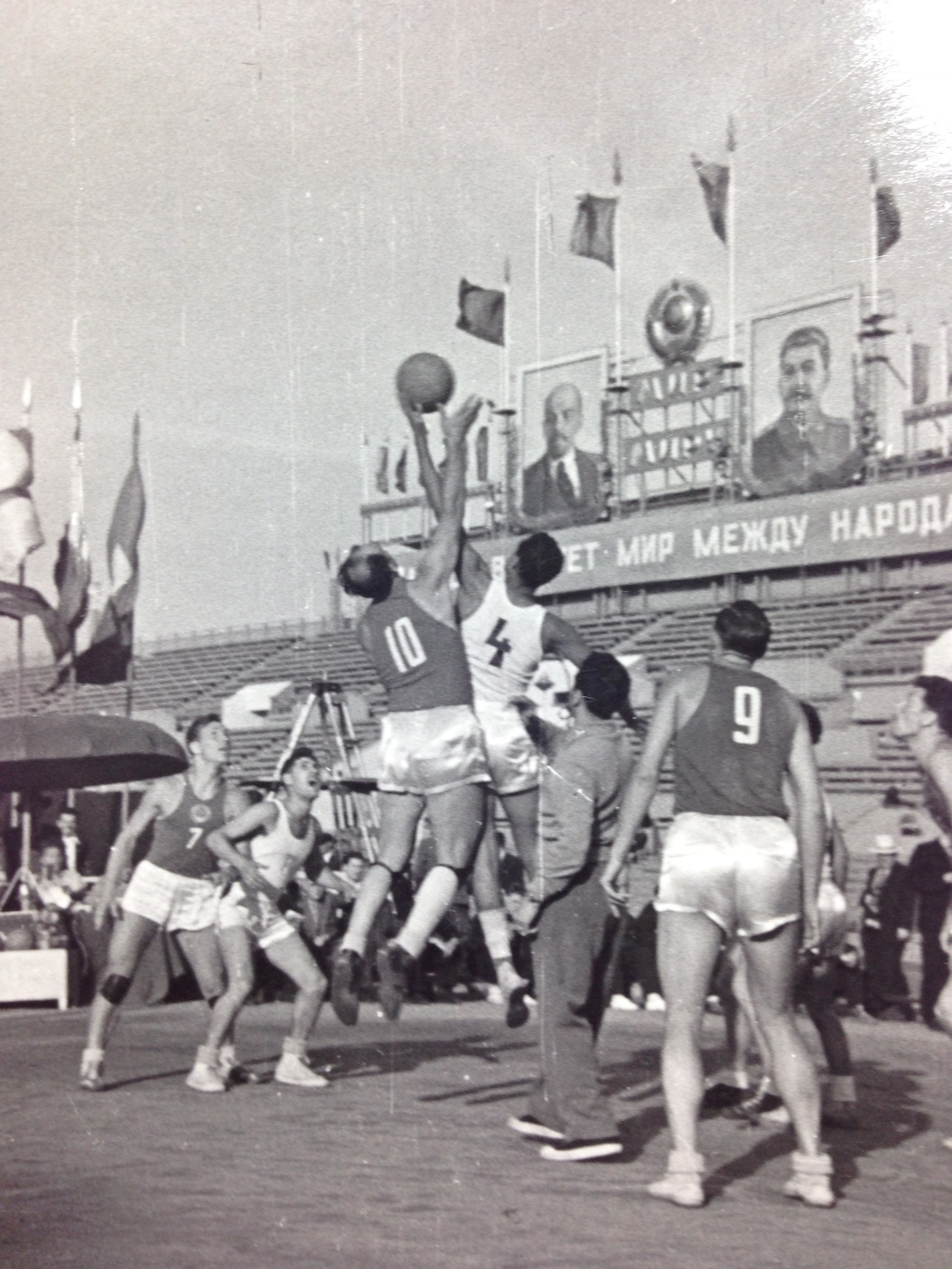
ユーロバスケット1953でのイスラエル代表

- オリンピック
  - 1952年：17-23位
- 世界選手権
  - 1954年：8位
  - 1986年：7位
- ユーロバスケット
  - 準優勝：1979ユーロバスケット1953でのイスラエル代表

## 歴代代表選手

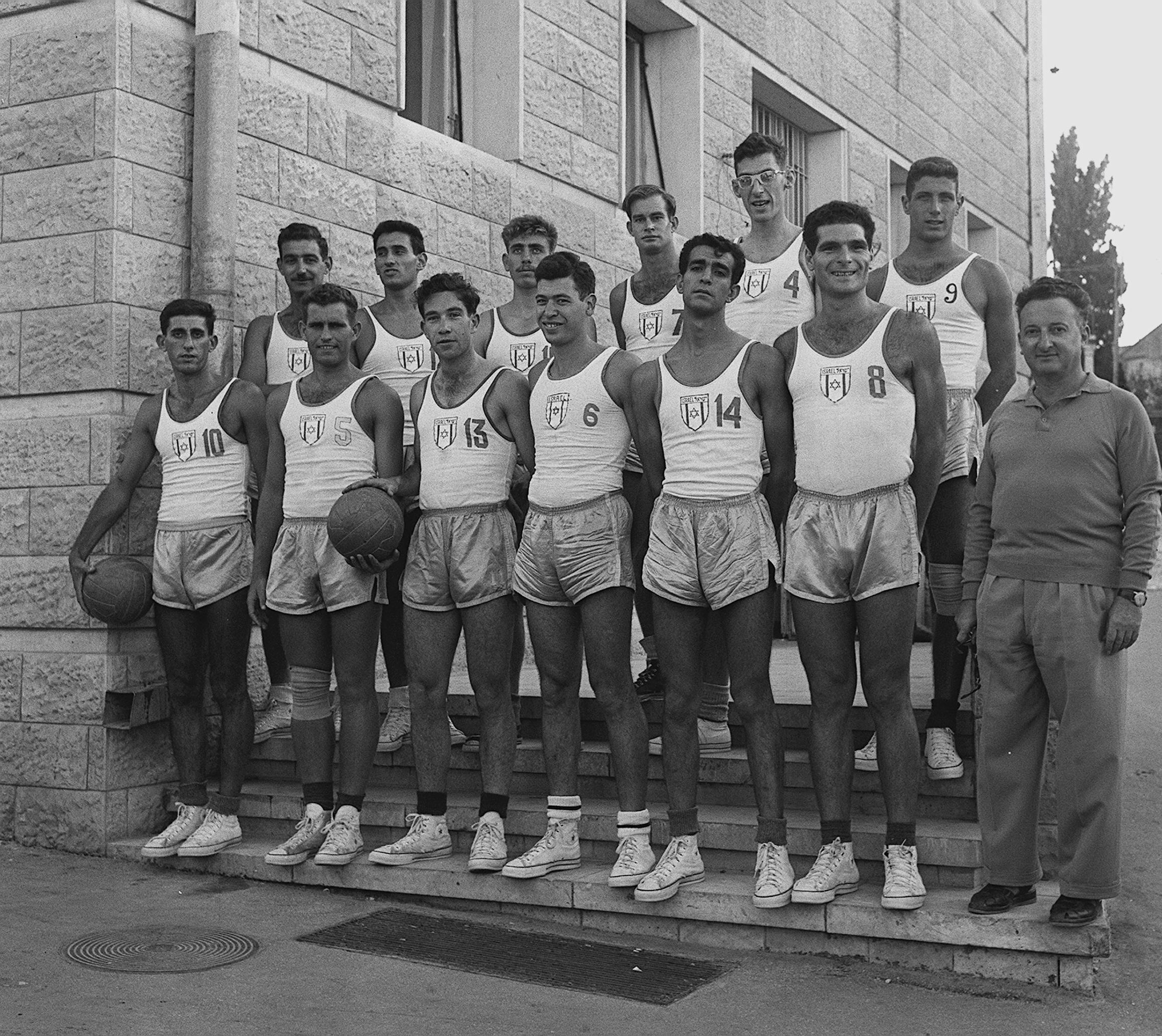
イスラエル代表の選手達(1960年)

- オムリ・カスピ
- ショーン・ドーソン
- デニ・アヴディア
- ガル・メケル(英語版)
- アレックス・タイアス
- ロマン・ソーキン
- ガイ・プニニ
- ニムロッド・レヴィ
- タミール・ブラット
- ヤム・マダール
- ラファエル・メンコ
- ジェイク・コーヘン
- TJ・クライン
- ベン・カーター
- イタイ・セゲフイスラエル代表の選手達(1960年)

## 関連項目

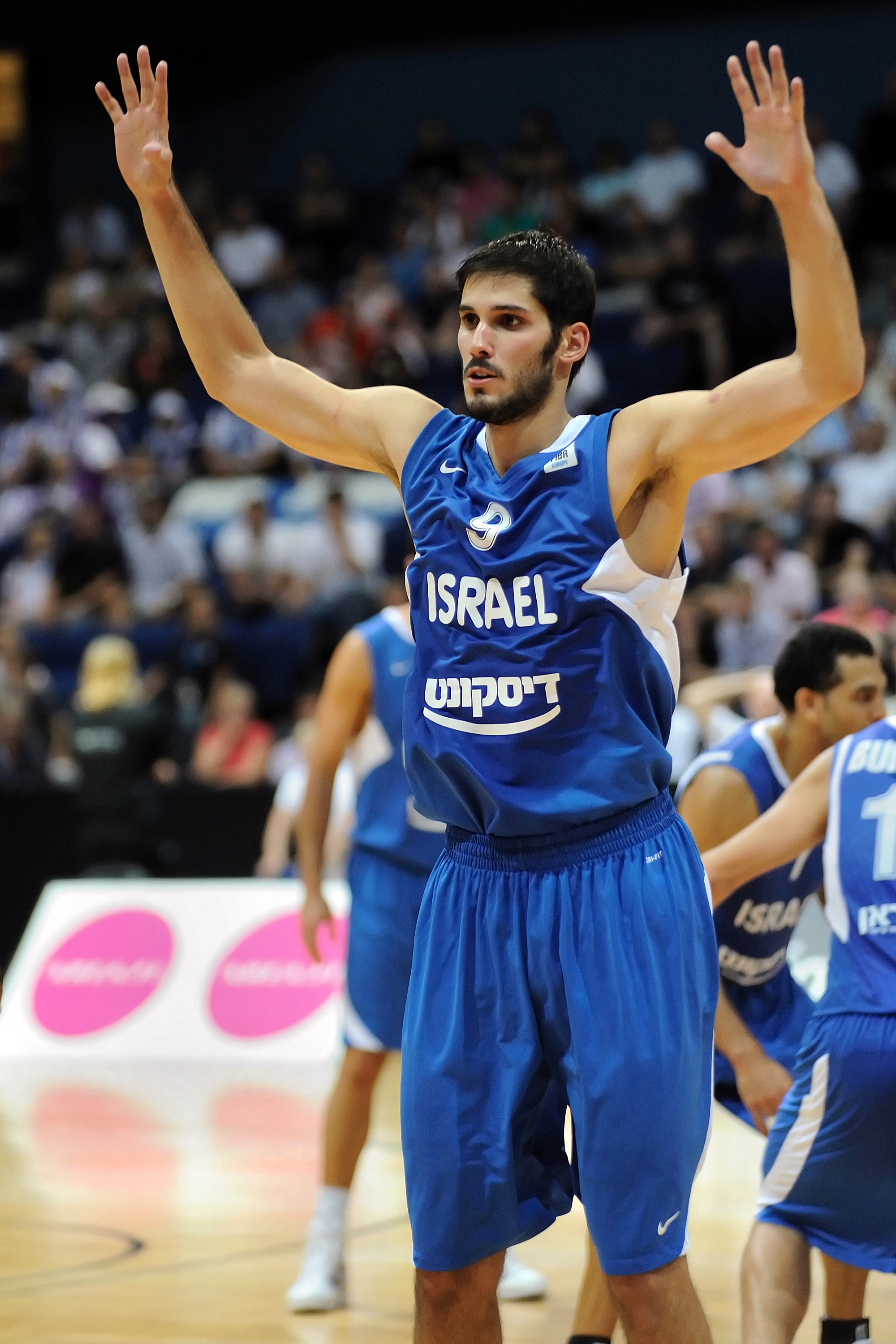
オムリ・カスピ

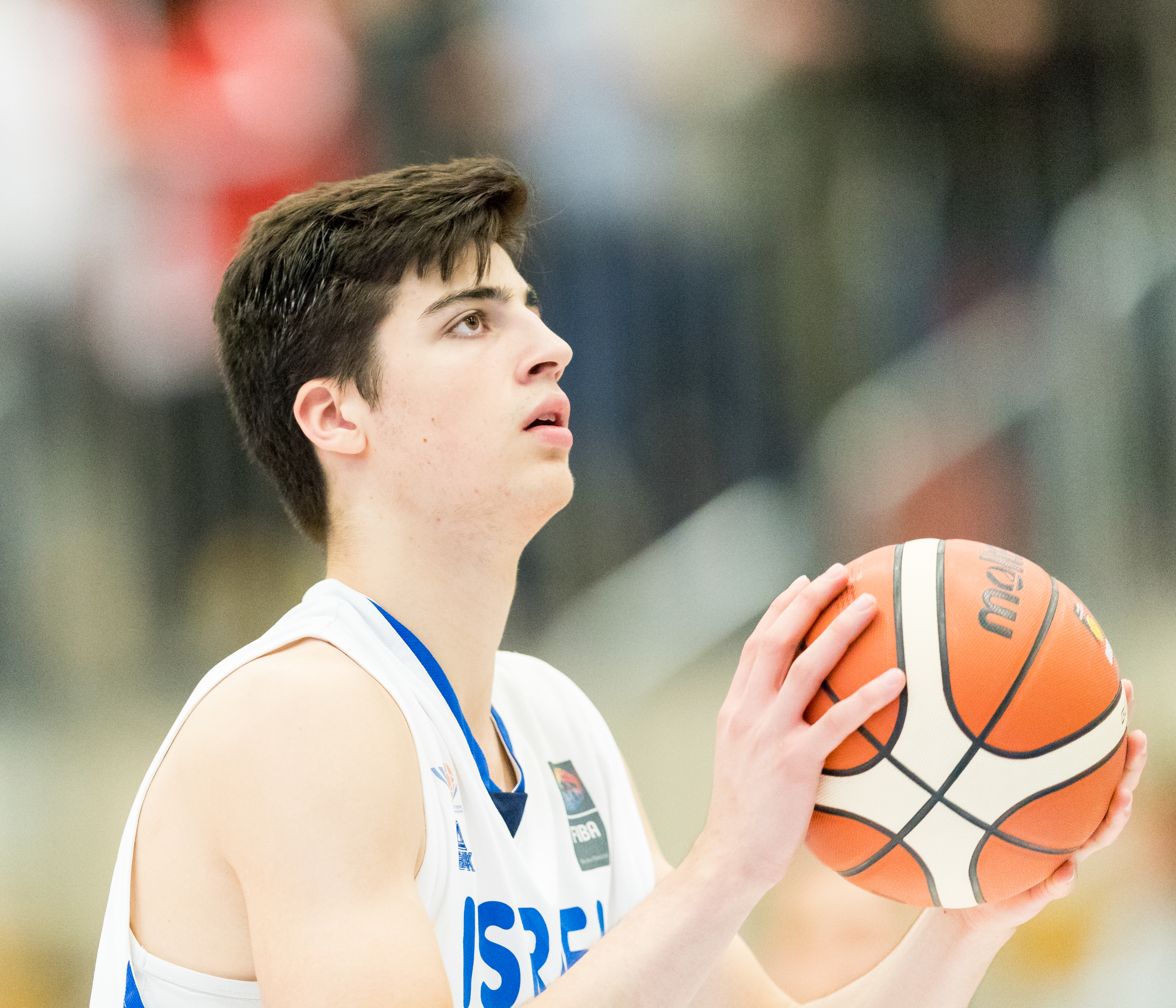
デニ・アヴディア